# Claudia Krüger
Claudia Krüger es una deportista alemana que compitió para la RDA en remo.
Ganó dos medallas de oro en el Campeonato Mundial de Remo, en los años 1990 y 1991, ambas en la prueba de cuatro scull.

## Palmarés internacional
| Representando a la RDA   |                      |                |              |
| Campeonato Mundial       |                      |                |              |
| Año                      | Lugar                | Medalla        | Prueba       |
| 1990                     | Tasmania (Australia) | Medalla de oro | Cuatro scull |
| Representando a Alemania |                      |                |              |
| Campeonato Mundial       |                      |                |              |
| Año                      | Lugar                | Medalla        | Prueba       |
| 1991                     | Viena (Austria)      | Medalla de oro | Cuatro scull |